# Keaghan Jacobs
Keaghan Jacobs (* 9. September 1989 in Johannesburg) ist ein südafrikanischer Fußballspieler, der beim FC Arbroath unter Vertrag steht.

## Karriere
Keaghan Jacobs war in seiner Jugendzeit ein talentierter Cricketspieler entschied sich aber zugunsten des Fußballs zu einer solchen Laufbahn. Bis zum Jahr 2007 spielte er in den Jugendmannschaften des schottischen Vereins FC Livingston. Am 24. November 2007 debütierte er in der Profimannschaft der Livis, als er in der 3. Runde des schottischen Pokals gegen Alloa Athletic in der Startelf stand. Bei seinem Debüt erzielte er zugleich sein erstes Tor. Beim 4:0-Erfolg traf er zum zwischenzeitlichen 3:0. Für den damaligen Zweitligisten kam er in der Saison 2007/08 sechsmal zum Einsatz. 
Am Ende der Spielzeit 2008/09 musste Livingston aus der zweiten in die vierte Liga Zwangsabsteigen. Jacobs konnte sich in der folgenden Viertligaspielzeit einen Stammplatz erkämpfen. Mit 15 Punkten Vorsprung sicherte sich sein Verein souverän den Meistertitel in der vierten Liga und den direkten Aufstieg in Liga drei. Ein Jahr später folgte der Durchmarsch zurück in die 2. Liga. Mit einem noch deutlicherem Vorsprung von 23 Punkten vor Ayr United sicherte sich Jacobs 2011 mit Livi den Titel und Aufstieg. 
Bis zum Ende der Saison 2014/15 verblieb er mit dem Team in der zweiten Liga. Als Stammspieler im Mittelfeld hatte er bis dato 187 Ligaspiele bestritten und war dabei 22 Mal als Torschütze erfolgreich. Im Jahr 2015 gewann er zudem den Challenge Cup mit den Livis.
Im Juli 2015 unterschrieb Jacobs einen Vertrag bei Bidvest Wits aus der südafrikanischen Premier Soccer League. Nach nur einem Einsatz für den Verein aus seiner Geburtsstadt Johannesburg ging er bereits nach einem Jahr zurück nach Schottland zum FC Livingston. Während er in Südafrika war, musste Livingston nach verlorener Relegation in die dritte Liga absteigen. Danach folgten jeweils zwei Aufstiege bis in die Premiership der höchsten Spielklasse in Schottland.